# Moreirense Futebol Clube 2011-2012
Questa voce raccoglie le informazioni riguardanti il Moreirense Futebol Clube nelle competizioni ufficiali della stagione 2011-2012.

## Rosa
| N. |                       | Ruolo | Calciatore                  |
| -- | --------------------- | ----- | --------------------------- |
| 1  | Portogallo (bandiera) | P     | Ricardo Ribeiro             |
| 2  | Portogallo (bandiera) | D     | Ricardo Manuel Fernandes    |
| 3  | Brasile (bandiera)    | D     | Anilton                     |
| 4  | Mauritius (bandiera)  | C     | Jonathan Bru                |
| 5  | Portogallo (bandiera) | D     | Pinto                       |
| 6  | Portogallo (bandiera) | C     | Filipe Gonçalves            |
| 7  | Portogallo (bandiera) | A     | Luís Pinto                  |
| 8  | Portogallo (bandiera) | C     | Castro                      |
| 9  | Portogallo (bandiera) | A     | Bruno Moreira               |
| 10 | Portogallo (bandiera) | C     | Fábio Espinho               |
| 12 | Portogallo (bandiera) | P     | Ferreira                    |
| 13 | Portogallo (bandiera) | A     | Tiago Vieira Pinto Carneiro |
| 14 | Camerun (bandiera)    | A     | Jérémie N'Jock              |

| N. |                       | Ruolo | Calciatore       |
| -- | --------------------- | ----- | ---------------- |
| 17 | Portogallo (bandiera) | C     | Pintassilgo      |
| 18 | Portogallo (bandiera) | D     | Chico            |
| 19 | Brasile (bandiera)    | C     | Robson Shimabuku |
| 20 | Portogallo (bandiera) | D     | Zé Alberto       |
| 22 | Francia (bandiera)    | A     | Nabil Ghilas     |
| 24 | Portogallo (bandiera) | D     | Augusto          |
| 25 | Capo Verde (bandiera) | D     | João Vicente     |
| 26 | Portogallo (bandiera) | D     | Miguel Oliveira  |
| 27 | Brasile (bandiera)    | C     | Tales            |
| 28 | Brasile (bandiera)    | A     | Wagner           |
| 30 | Brasile (bandiera)    | P     | Ricardo Andrade  |